# 포도탄

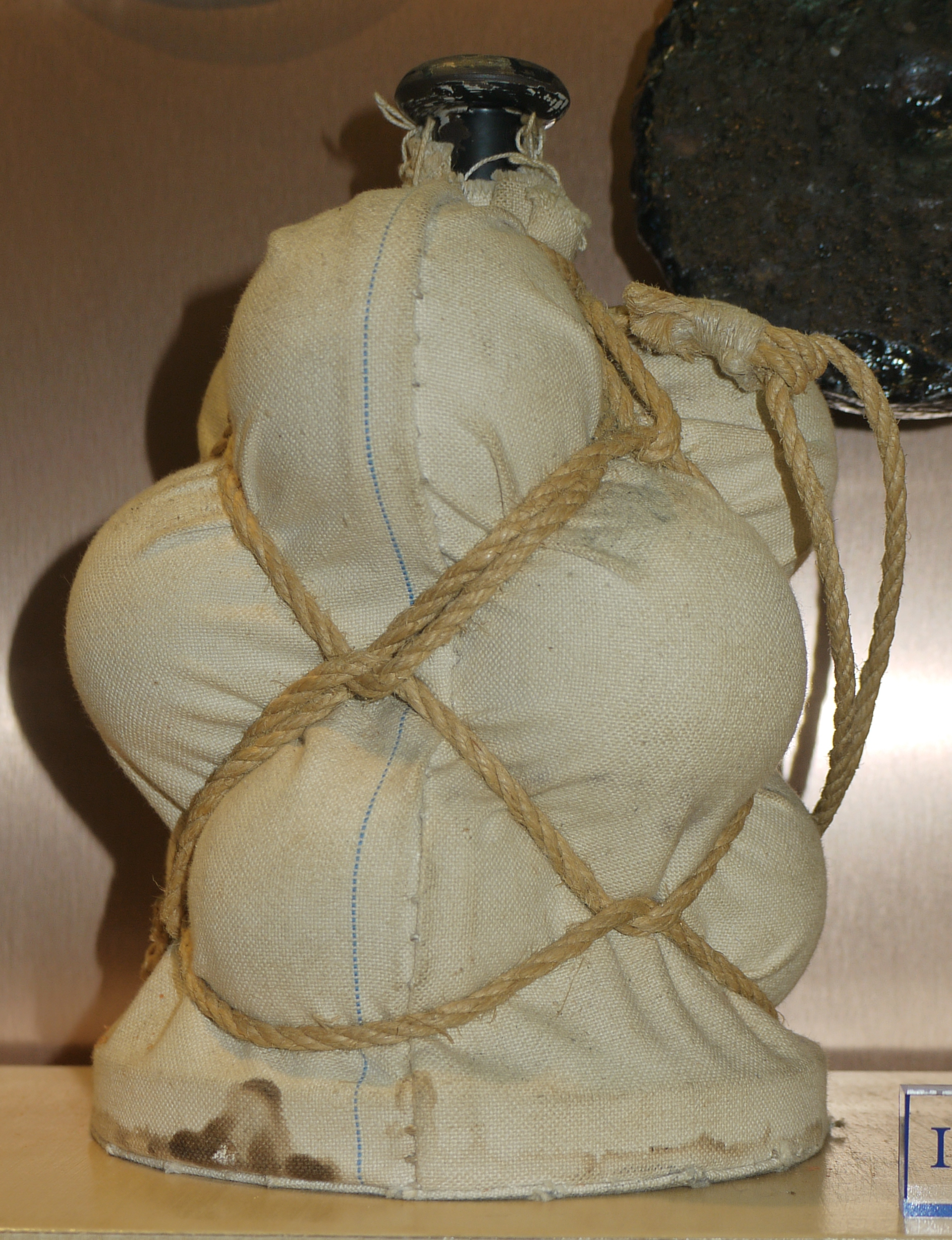

포도탄(grapeshot)은 단일 포환이 아닌 캔버스 주머니 속에 여러 개의 작은 금속구를 포장해 넣은 것으로서 산탄의 일종이다. 포장해 놓은 모습이 마치 포도송이처럼 생겨서 포도탄이라는 이름이 붙었다. 캐넌에 넣고 발사하면 마치 캐넌이 거대한 산탄총인 것처럼 탄이 퍼져나가게 된다.
포도탄은 근거리에서의 인마살상용으로 큰 위력을 발휘했다. 근세의 캐넌 포병들은 원거리용 포환을 모두 사용하고 나면 근거리로 몰려오는 적 보병 및 기병에게 최후 발악으로 포도탄을 사격하고 후퇴하는 전술을 취했다. 해전에서도 포도탄은 갑판부 선원 살상 뿐 아니라 돛을 파괴하는 용도로도 애용되었다.
캐니스터탄은 포도탄의 발전형으로서 캔버스 주머니 대신 황동이나 주석 깡통을 포장재로 사용한 것이다.

## 같이 보기
- 방데미에르 13일 쿠데타
- 선회포